# Tillancoccus
Tillancoccus är ett släkte av insekter. Tillancoccus ingår i familjen skålsköldlöss.
Kladogram enligt Catalogue of Life:
| Tillancoccus | \| \| Tillancoccus mexicanus \| \| \| \| \| \| Tillancoccus tillandsiae \| \| \| \| |
|              | \| \| Tillancoccus mexicanus \| \| \| \| \| \| Tillancoccus tillandsiae \| \| \| \| |
|              | Tillancoccus mexicanus                                                              |
|              |                                                                                     |
|              | Tillancoccus tillandsiae                                                            |
|              |                                                                                     |